# Învierea lui Hristos (Bellini)
Învierea lui Hristos este o pictură din 1475-1479 creată de către Giovanni Bellini. Aceasta a fost produsă pentru capela Marino Zorzi din biserica San Michele di Murano din Veneția. Tabloul a fost anterior atribuit lui Cima da Conegliano, Previtali, Bartolomeo Veneto și Marco Basaiti. A fost achiziționat de Gemäldegalerie, Berlin în 1903. Restaurarea completă la scurt timp după aceea l-a confirmat pe Bellini drept autor.